# Эдвардс, Фредерик Джордж
Фредерик Джордж Эдвардс (англ. Frederick George Edwards; 11 октября 1853, Лондон — 28 ноября 1909, Поттерс-Бар, Хартфордшир) — английский органист и музыкальный критик.
Окончил гимназию в Дедэме (ныне в составе Колчестера), в 1868 г. посещал Королевский колледж Лондона. Затем занимался бизнесом, одновременно беря уроки игры на органе, в том числе у Генри Фредерика Фроста. В 1872 г. дебютировал как церковный органист, с 1873 г. органист и хормейстер Суррейской часовни в Лондоне. Успех этой работы побудил Эдвардса оставить занятия бизнесом и в 1875 г. поступить в Королевскую академию музыки в органный класс Чарлза Стеголла. Здесь он учился до 1877 г. В 1876—1881 гг. органист Церкви Христа в Ламбете, затем вплоть до 1905 г. в церкви района Сент-Джонс-Вуд.
В 1880-е гг. начал публиковать статьи о литературе и музыке, с 1887 г. сотрудничал с журналом The Musical Herald, в 1891 г. дебютировал на страницах The Musical Times со статьёй о Феликсе Мендельсоне. В 1896 г. вышла важнейшая из книг Эдвардса — «История оратории Мендельсона „Илия“» (англ. History of Mendelssohn's Elijah). Он также написал ряд статей для Музыкального словаря Гроува и Национального биографического словаря. С 1897 г. и до конца жизни главный редактор The Musical Times.